# Heterischnus pulchellus
Heterischnus pulchellus là một loài tò vò trong họ Ichneumonidae.